# Tascina
Tascina é um gênero de traça pertencente à família Brachodidae.